# 雷躍龍
雷躍龍（1602年—1661年8月13日），字伯麟，号右翼、石庵，雲南新興州籍應天上元縣人，籍雲南玉溪。明末政治人物，同進士出身。

## 生平
萬曆四十六年（1618年）戊午科雲南鄉試舉人，四十七年（1619年）己未科進士，户部觀政，改翰林院庶吉士，天啓七年（1627年）授檢討，管誥敕撰文，充經筵日講，升右贊善，崇禎元年（1628年）升司經局洗馬，二年升右春坊右庶子，五年升少詹事。崇禎末年官吏部侍郎。李自成破北京，雷躍龍被拷打。隨後化装出逃，返回云南。清军入关，雷跃龙仕永历帝，任大学士。永曆十五年（1661年），死于咒水之难。

## 著作
雷跃龙学识渊博，有《葵草集》、《逸余集》。

## 家族
曾祖雷霄，寿官。祖父雷鳴元，廪生。父雷一聲，訓導。